# Temporada da NBA de 2005–06
A Temporada da NBA de 2005-06 foi a sexagésima edição da National Basketball Association. Teve início em 1 de Novembro de 2005 e foi até 19 de Abril de 2006. O Miami Heat foi o campeão no geral, derrotando o Dallas Mavericks na Final por 4-2.

## Eventos
- Novas regras para a vestimenta dos jogadores foi implementada no começo do ano pelo comissário David Stern.
- O Miami Heat ganhou seu primeiro título da NBA na história da franquia. Eles se tornaram a terceira franquia (Se juntando ao Boston Celtics de 1969 e o Portland Trail Blazers de 1977, mais tarde com o Cleveland Cavaliers de 2016 também fazendo parte) a ganhar as Finais da NBA depois de perder seus primeiros dois jogos. Eles também foram o primeiro time da expansão de 1988/89 a ganhar um campeonato.
- O Jogo das Estrelas foi jogado em 19 de fevereiro de 2006 em Houston no Toyota Center, com o Leste ganhando o Oeste por 122–120. LeBron James do Cleveland Cavaliers foi eleito o Jogador Mais Valioso do jogo.
- Essa temporada marcou a primeira temporada do Charlotte Bobcats em sua nova arena nos subúrbios de Charlotte.
- Devido aos danos causados pelo Furacão Katrina, o New Orleans Hornets jogou 32 jogos da temporada regular no Ford Center em Oklahoma City, 6 jogos no Pete Maravich Assembly Center e 3 jogos na New Orleans Arena em Nova Orleães em março.[1][2] Devido ao ocorrido, o time foi chamado de New Orleans/Oklahoma City Hornets.
- Essa temporada marcou a trigésima temporada da junção dos membros da American Basketball Association na NBA. O Indiana Pacers, o New Jersey Nets, o Denver Nuggets e o San Antonio Spurs se juntaram em 1976.
- Em 22 de janeiro de 2006. O armador-ala Kobe Bryant do Los Angeles Lakers marcou 81 pontos em um jogo contra o Toronto Raptors. Ele conseguiu chegar ao segundo lugar de uma pontuação individual na história da liga, ficando atrás somente de Wilt Chamberlain e seu jogo de 100 pontos em 1962.[3]
- Scottie Pippen, ex-jogador do Chicago Bulls, Karl Malone, ex-jogador do Utah Jazz e Reggie Miller, ex-jogador do Indiana Pacers tiveram seus números aposentados pelas respectivas franquias.[4]
- A NBA continuou com seu programa de Hardwood Classics pela quinta temporada seguida. O Bulls, Rockets, Clippers, Grizzlies, Heat, Nets, Knicks, Magic, Suns, Sonics e Wizards fizeram parte, vestindo camisetas de temporadas passadas para jogos específicos.
- No último dia de temporada regular, Ray Allen quebrou o recorde de bolas de três em uma temporada, com 269.
- As Finais da NBA foram ironicamente referidas como a final da "American Airlines", já que ambos times competindo jogavam em uma arena patrocinada pela mesma compania aérea.
- Todos os 5 times na Divisão Central foram para os playoffs, marcando a primeira vez que todos os times de uma divisão chegavam ao torneio mata-mata desde que a Divisão Sudoeste inteira conseguiu 20 anos atrás.
- Os Los Angeles Clippers chegaram aos playoffs pela primeira vez desde 1997 e ganharam sua primeira série de jogos desde 1976 quando ainda eram conhecidos como Buffalo Braves.
- Os Los Angeles Lakers e Minnesota Timberwolves homenagearam George Mikan, que faleceu em 1 de junho de 2005 aos 80 anos, membro do Hall da Fama do basquete, com um emblema durante os aquecimentos.
- Em 20 de junho de 2006, o Miami Heat conquistou as Finais da NBA, com Dwyane Wade sendo considerado o Jogador Mais Valioso das Finais, com a terceira maior média de pontos da história da finais, com 34.7 pontos por jogo, a maior média de pontos em uma sequência de quatro jogo na história das finais, com 39.3 pontos por jogo, e a maior quantidade do índice de eficiência do jogador na história das finais, com 33.8.[5]

## Classificação final

### Conferência Leste
| Team                  | W  | L  | PCT. | GB |
| --------------------- | -- | -- | ---- | -- |
| New Jersey Nets-y (3) | 49 | 33 | .598 | -  |
| Philadelphia 76ers    | 38 | 44 | .463 | 11 |
| Boston Celtics        | 33 | 49 | .402 | 16 |
| Toronto Raptors       | 27 | 55 | .329 | 22 |
| New York Knicks       | 23 | 59 | .280 | 26 |

| Team                      | W  | L  | PCT. | GB |
| ------------------------- | -- | -- | ---- | -- |
| Detroit Pistons-z (1)     | 64 | 18 | .780 | -  |
| Cleveland Cavaliers-x (4) | 50 | 32 | .610 | 14 |
| Indiana Pacers-x (6)      | 41 | 41 | .500 | 23 |
| Chicago Bulls-x (7)       | 41 | 41 | .500 | 23 |
| Milwaukee Bucks-x (8)     | 40 | 42 | .488 | 24 |

| Team                     | W  | L  | PCT. | GB |
| ------------------------ | -- | -- | ---- | -- |
| Miami Heat-y (2) C       | 52 | 30 | .634 | -  |
| Washington Wizards-x (5) | 42 | 40 | .512 | 10 |
| Orlando Magic            | 36 | 46 | .439 | 16 |
| Charlotte Bobcats        | 26 | 56 | .317 | 26 |
| Atlanta Hawks            | 26 | 56 | .317 | 26 |

#### Conferência Oeste
| Team                   | W  | L  | PCT. | GB |
| ---------------------- | -- | -- | ---- | -- |
| Denver Nuggets-y (3)   | 44 | 38 | .537 | -  |
| Utah Jazz              | 41 | 41 | .500 | 3  |
| Seattle SuperSonics    | 35 | 47 | .427 | 9  |
| Minnesota Timberwolves | 33 | 49 | .402 | 11 |
| Portland Trail Blazers | 21 | 61 | .256 | 23 |

| Team                    | W  | L  | PCT. | GB |
| ----------------------- | -- | -- | ---- | -- |
| San Antonio Spurs-z (1) | 63 | 19 | .768 | -  |
| Dallas Mavericks-x (4)  | 60 | 22 | .732 | 3  |
| Memphis Grizzlies-x (5) | 49 | 33 | .598 | 14 |
| NO/OKC Hornets          | 38 | 44 | .463 | 25 |
| Houston Rockets         | 34 | 48 | .415 | 29 |

| Team                       | W  | L  | PCT. | GB |
| -------------------------- | -- | -- | ---- | -- |
| Phoenix Suns-y (2)         | 54 | 28 | .659 | -  |
| Los Angeles Clippers-x (6) | 47 | 35 | .573 | 7  |
| Los Angeles Lakers-x (7)   | 45 | 37 | .549 | 9  |
| Sacramento Kings-x (8)     | 44 | 38 | .537 | 10 |
| Golden State Warriors      | 34 | 48 | .415 | 20 |

- x - Eliminados antes dos playoffs
- y - Eliminados nos playoffs
- z - Líderes das conferências
- (1) – (8) -Classificação para playoffs
- C - Campeão da NBA

## NBA Playoffs
|  | Primeira Rodada   | Primeira Rodada | Primeira Rodada |   |           | Semifinais da Conferência | Semifinais da Conferência | Semifinais da Conferência |  |   | Finais da Conferência | Finais da Conferência | Finais da Conferência |  |   | Finais da NBA | Finais da NBA | Finais da NBA |
|  |                   |                 |                 |   |           |                           |                           |                           |  |   |                       |                       |                       |  |   |               |               |               |
|  | 1                 | Pistons         | 4               |   |           |                           |                           |                           |  |   |                       |                       |                       |  |   |               |               |               |
|  | 8                 | Bucks           | 1               |   |           |                           |                           |                           |  |   |                       |                       |                       |  |   |               |               |               |
|  | 8                 | Bucks           | 1               |   | 1         | Pistons                   | 4                         |                           |  |   |                       |                       |                       |  |   |               |               |               |
|  |                   |                 |                 |   | 1         | Pistons                   | 4                         |                           |  |   |                       |                       |                       |  |   |               |               |               |
|  |                   | 3               | Cavaliers       | 3 |           |                           |                           |                           |  |   |                       |                       |                       |  |   |               |               |               |
|  | 3                 | 3               | Cavaliers       | 3 | Cavaliers | 4                         |                           |                           |  |   |                       |                       |                       |  |   |               |               |               |
|  | 3                 |                 |                 |   | Cavaliers | 4                         |                           |                           |  |   |                       |                       |                       |  |   |               |               |               |
|  | 6                 | Wizards         | 2               |   |           |                           |                           |                           |  |   |                       |                       |                       |  |   |               |               |               |
|  | 6                 | Wizards         | 2               |   |           |                           |                           |                           |  | 1 | Pistons               | 2                     |                       |  |   |               |               |               |
|  | Conferência Leste |                 |                 |   |           |                           |                           |                           |  | 1 | Pistons               | 2                     |                       |  |   |               |               |               |
|  |                   | 2               | Heat            | 4 |           |                           |                           |                           |  |   |                       |                       |                       |  |   |               |               |               |
|  | 4                 | 2               | Heat            | 4 | Nets      | 4                         |                           |                           |  |   |                       |                       |                       |  |   |               |               |               |
|  | 4                 |                 |                 |   | Nets      | 4                         |                           |                           |  |   |                       |                       |                       |  |   |               |               |               |
|  | 5                 | Pacers          | 2               |   |           |                           |                           |                           |  |   |                       |                       |                       |  |   |               |               |               |
|  | 5                 | Pacers          | 2               |   | 2         | Heat                      | 4                         |                           |  |   |                       |                       |                       |  |   |               |               |               |
|  |                   |                 |                 |   | 2         | Heat                      | 4                         |                           |  |   |                       |                       |                       |  |   |               |               |               |
|  |                   | 4               | Nets            | 1 |           |                           |                           |                           |  |   |                       |                       |                       |  |   |               |               |               |
|  | 2                 | 4               | Nets            | 1 | Heat      | 4                         |                           |                           |  |   |                       |                       |                       |  |   |               |               |               |
|  | 2                 |                 |                 |   | Heat      | 4                         |                           |                           |  |   |                       |                       |                       |  |   |               |               |               |
|  | 7                 | Bulls           | 2               |   |           |                           |                           |                           |  |   |                       |                       |                       |  |   |               |               |               |
|  | 7                 | Bulls           | 2               |   |           |                           |                           |                           |  |   |                       |                       |                       |  | 2 | Heat          | 4             |               |
|  |                   |                 |                 |   |           |                           |                           |                           |  |   |                       |                       |                       |  | 2 | Heat          | 4             |               |
|  |                   | 2               | Mavericks       | 2 |           |                           |                           |                           |  |   |                       |                       |                       |  |   |               |               |               |
|  | 1                 | 2               | Mavericks       | 2 | Spurs     | 4                         |                           |                           |  |   |                       |                       |                       |  |   |               |               |               |
|  | 1                 |                 |                 |   | Spurs     | 4                         |                           |                           |  |   |                       |                       |                       |  |   |               |               |               |
|  | 8                 | Kings           | 2               |   |           |                           |                           |                           |  |   |                       |                       |                       |  |   |               |               |               |
|  | 8                 | Kings           | 2               |   | 2         | Mavericks                 | 4                         |                           |  |   |                       |                       |                       |  |   |               |               |               |
|  |                   |                 |                 |   | 2         | Mavericks                 | 4                         |                           |  |   |                       |                       |                       |  |   |               |               |               |
|  |                   | 1               | Spurs           | 3 |           |                           |                           |                           |  |   |                       |                       |                       |  |   |               |               |               |
|  | 2                 | 1               | Spurs           | 3 | Mavericks | 4                         |                           |                           |  |   |                       |                       |                       |  |   |               |               |               |
|  | 2                 |                 |                 |   | Mavericks | 4                         |                           |                           |  |   |                       |                       |                       |  |   |               |               |               |
|  | 7                 | Grizzlies       | 2               |   |           |                           |                           |                           |  |   |                       |                       |                       |  |   |               |               |               |
|  | 7                 | Grizzlies       | 2               |   |           |                           |                           |                           |  | 2 | Mavericks             | 4                     |                       |  |   |               |               |               |
|  | Conferência Oeste |                 |                 |   |           |                           |                           |                           |  | 2 | Mavericks             | 4                     |                       |  |   |               |               |               |
|  |                   | 4               | Suns            | 2 |           |                           |                           |                           |  |   |                       |                       |                       |  |   |               |               |               |
|  | 3                 | 4               | Suns            | 2 | Clippers  | 4                         |                           |                           |  |   |                       |                       |                       |  |   |               |               |               |
|  | 3                 |                 |                 |   | Clippers  | 4                         |                           |                           |  |   |                       |                       |                       |  |   |               |               |               |
|  | 6                 | Nuggets         | 1               |   |           |                           |                           |                           |  |   |                       |                       |                       |  |   |               |               |               |
|  | 6                 | Nuggets         | 1               |   | 4         | Suns                      | 4                         |                           |  |   |                       |                       |                       |  |   |               |               |               |
|  |                   |                 |                 |   | 4         | Suns                      | 4                         |                           |  |   |                       |                       |                       |  |   |               |               |               |
|  |                   | 3               | Clippers        | 3 |           |                           |                           |                           |  |   |                       |                       |                       |  |   |               |               |               |
|  | 4                 | 3               | Clippers        | 3 | Suns      | 4                         |                           |                           |  |   |                       |                       |                       |  |   |               |               |               |
|  | 4                 |                 |                 |   | Suns      | 4                         |                           |                           |  |   |                       |                       |                       |  |   |               |               |               |
|  | 5                 | Lakers          | 3               |   |           |                           |                           |                           |  |   |                       |                       |                       |  |   |               |               |               |

## Estatísticas da temporada
| Categoria                 | Jogador          | Time                   | nº    |
| ------------------------- | ---------------- | ---------------------- | ----- |
| Pontos por jogo           | Kobe Bryant      | Los Angeles Lakers     | 35.4  |
| Rebotes por jogo          | Kevin Garnett    | Minnesota Timberwolves | 12.7  |
| Assistências por jogo     | Steve Nash       | Phoenix Suns           | 10.5  |
| Roubadas de bola por jogo | Gerald Wallace   | Charlotte Bobcats      | 2.51  |
| Bloqueios por jogo        | Marcus Camby     | Denver Nuggets         | 3.29  |
| Arremessos de 2 (%)       | Shaquille O'Neal | Miami Heat             | 60.0% |
| Lances livre (%)          | Steve Nash       | Phoenix Suns           | 92.1% |
| Arremessos de 3 (%)       | Richard Hamilton | Detroit Pistons        | 45.8% |

## Prêmios da NBA
- Most Valuable Player: Steve Nash, Phoenix Suns
- Revelação do Ano: Chris Paul, New Orleans/Oklahoma City Hornets
- Jogador Defensivo do Ano: Ben Wallace, Detroit Pistons
- Sexto Homem do Ano: Mike Miller, Memphis Grizzlies
- Jogador que mais Evoluiu Boris Diaw, Phoenix Suns
- Técnico do Ano: Avery Johnson, Dallas Mavericks
- Executivo do Ano: Elgin Baylor, Los Angeles Clippers
- Espírito Esportivo do Ano: Elton Brand, Los Angeles Clippers
- 1º Time do All-NBA
  - F LeBron James - Cleveland Cavaliers
  - F Dirk Nowitzki - Dallas Mavericks
  - C Shaquille O'Neal - Miami Heat
  - G Kobe Bryant - Los Angeles Lakers
  - G Steve Nash - Phoenix Suns
- 2º Time do All-NBA:
  - F Elton Brand - Los Angeles Clippers
  - F Tim Duncan - San Antonio Spurs
  - C Ben Wallace - Detroit Pistons
  - G Dwyane Wade - Miami Heat
  - G Chauncey Billups - Detroit Pistons
- 3º time do All-NBA:
  - F Shawn Marion - Phoenix Suns
  - F Carmelo Anthony - Denver Nuggets
  - C Yao Ming - Houston Rockets
  - G Allen Iverson - Philadelphia 76ers
  - G Gilbert Arenas - Washington Wizards
- 1º Time Defensivo da NBA:
  - Bruce Bowen - San Antonio Spurs
  - Ben Wallace - Detroit Pistons
  - Andrei Kirilenko - Utah Jazz
  - Ron Artest - Sacramento Kings
  - Kobe Bryant - Los Angeles Lakers
  - Jason Kidd - New Jersey Nets
- 2º Time Defensivo da NBA:
  - Tim Duncan - San Antonio Spurs
  - Chauncey Billups - Detroit Pistons
  - Kevin Garnett - Minnesota Timberwolves
  - Marcus Camby - Denver Nuggets
  - Tayshaun Prince - Detroit Pistons
- Primeiro time de revelações All-NBA:
  - Chris Paul - New Orleans/Oklahoma City Hornets
  - Charlie Villanueva - Toronto Raptors
  - Andrew Bogut - Milwaukee Bucks
  - Deron Williams - Utah Jazz
  - Channing Frye - New York Knicks
- Segundo time de revelações All-NBA:
  - Danny Granger - Indiana Pacers
  - Raymond Felton - Charlotte Bobcats
  - Luther Head - Houston Rockets
  - Marvin Williams - Atlanta Hawks
  - Ryan Gomes - Boston Celtics